# Eucheria
Eucheria (in latino Eucheria; Gallia, V secolo – ...) è stata una poetessa romana.

## Vita
Eucheria viveva in Gallia all'incirca nello stesso periodo di Sidonio Apollinare e sembra essere appartenuta al suo circolo. Apparteneva probabilmente alla famiglia aristocratica da cui nacque Eucherio di Lione. Il suo unico componimento conosciuto è stato tramandato all'interno dell'Anthologia latina.

## Opere
La sua opera consta di una serie di adynata per un totale di 16 distici elegiaci, composti su modello delle egloghe di Virgilio e degli epodi di Orazio. 
Si tratta della più lunga serie di adynata (ben 27) di tutta la poesia latina che con un capace virtuosismo giungono a definire un rapporto impossibile, quello tra Eucheria e la sua audacia. 
Nei versi si lamenta che un uomo di basso rango abbia osato sfiorarle la mano e chiedere i suoi favori, cosa che fa supporre il suo alto lignaggio.
Il latino, che ben testimonia la diversità diatopica nelle varie regioni dell'Impero, presenta numerosi neologismi come sericeo , nullificare , crassantus , cavannus . Crassantus o craxantus.